# Nattvardsbullan
Nattvardsbullan (Bulla in cœna Domini, Bulla cœnœ) eller Skärtorsdagsbullan, kallas den kättarbulla, som förr upplästes på skärtorsdagen, vilken dag är ägnad minnet av nattvardens instiftelse och av ålder betraktades som dies indulgentiae (avlatsdagen), på vilken botgörarna upptogs i Kyrkan. Bullan utfärdades ursprungligen av påven Urban V år 1363. 
Att på en sådan dag bannlysas som kättare gav straffet en viss skärpa. Motsvarigheter till detta bruk, som föranleddes av inom Kyrkan uppkomna heresier och av enskilda personers olydnad mot Kyrkans myndighet, förekom redan före Urban V. Den av honom utfärdade bullan var riktad mot "heretici, rövare, saracener, furstar, som pålade kyrkan skatt och ingrep i den kyrkliga jurisdiktionen", och skulle uppläsas i Roms kyrkor varje skärtorsdag. De följande påvarna gjorde flera tillägg till bullan.
Pius V insatte 1568 protestanterna, särskilt lutheranerna, i denna bulla och påbjöd, att den skulle uppläsas inte bara i Rom, utan i alla katolska länder, vilket dekret väckte motstånd från både furstars och biskopars sida. Urban VIII blev 1627 nattvardsbullans siste redaktör. Från och med 1770 upphörde (under Clemens XIV) bullans högtidliga och regelmässiga uppläsning varje år. Pius IX upphävde 1869 formellt hela bullan genom en konstitution, som dock till sitt innehåll i vissa punkter är ett återupprepande av den gamla nattvardsbullan.